# The Frank Zappa AAAFNRAAA Birthday Bundle
The Frank Zappa AAAFNRAAA Birthday Bundle je album, které bylo ke stažení na iTunes 21. prosince 2008. Skládá se z několika skladeb Franka Zappy a několik skladeb také na album nahrály jeho děti. Album bylo vydané v den jeho nedožitých 68. narozenin. Je pokračováním alba The Frank Zappa AAAFNRAA Birthday Bundle (2006). V roce 2010 vyšlo další takové album, tentokrát pod názvem The Frank Zappa AAAFNRAAAA Birthday Bundle 2010.

## Seznam skladeb
| Pořadí         | Název                        | Délka |
| -------------- | ---------------------------- | ----- |
| 1.             | Dancin’ Fool (Disco Version) | 6:18  |
| 2.             | More Trouble Every Day       | 5:48  |
| 3.             | Gorgeous Inca                | 3:25  |
| 4.             | Ancient Armaments            | 4:09  |
| 5.             | America The Beautiful        | 3:35  |
| 6.             | You’re A Mean One Mr. Grinch | 3:12  |
| 7.             | Saturday Girl                | 2:50  |
| 8.             | Alice                        | 5:12  |
| 9.             | Espanoza                     | 3:26  |
| 10.            | Dumb All Over                | 5:46  |
| 11.            | Twenty Small Cigars          | 5:49  |
| 12.            | Lacksadaisial                | 5:44  |
| 13.            | Dirty Love                   | 4:04  |
| Celková délka: | Celková délka:               | 59:18 |